# Moss Mabry
Moss Mabry (5 luglio 1918 – Oceanside, 25 gennaio 2006) è stato un costumista statunitense.
Ottenne quattro volte la candidatura agli Oscar per i migliori costumi: nel 1957 per Il gigante, nel 1965 per La signora e i suoi mariti, nel 1966 per I morituri e nel 1974 per Come eravamo. 
Collaborò con Marjorie Best e Edith Head.